# 前橋市宮城総合運動場
前橋市宮城総合運動場（まえばししみやぎそうごううんどうじょう）は、群馬県前橋市鼻毛石町2270-1にある運動場である。南からテニスコート、陸上競技場（サッカー場）、多目的広場（野球場）、マレットゴルフ場の4つで構成されているほか、たけのこタワーが中心の公園がある。
2025年度より、一般社団法人BGFCが3年間の命名権を取得。愛称がバニーズ群馬宮城総合運動場となっている。

## 沿革
- 2019年4月 - ロードが年額20万円で3年間の命名権を取得。愛称がロード宮城総合運動場となった[2]。のちに契約を2025年3月31日まで延長。
- 2025年4月 - 一般社団法人BGFCが年額22万円で3年間の命名権を取得。愛称がバニーズ群馬宮城総合運動場となった[1]。

## 施設内容
- 陸上競技場・サッカー場
  - 400ｍトラックが8コースあり、内側にサッカー場がある[3]。
  - またこの競技場はスポーツ振興くじ助成金を受けて整備された。

- 多目的広場（野球場）
  - ソフトボールで使用時は4面、野球で使用時は2面使用できる。陸上競技場とともに使用時は予約が必要である。

- テニスコート
  - 砂入り人工芝コートが6面ある[3]。

- マレットゴルフ場
  - 18コースあり、道具の貸し出しも行っている。

- 広場
  - たけのこ広場や、滑り台、ローラー滑り台などがあるたけのこタワー、幼児用遊具がある。

## 行事
- 宮城地区納涼祭
- 宮城地区市民運動祭
- 近隣の前橋市立宮城小学校のマラソン大会
- 近隣の前橋市立宮城中学校の部活動

## アクセス
上毛電気鉄道上毛線大胡駅で下車。タクシーで約15分又はデマンドバスで宮城総合運動場下車。

## ギャラリー

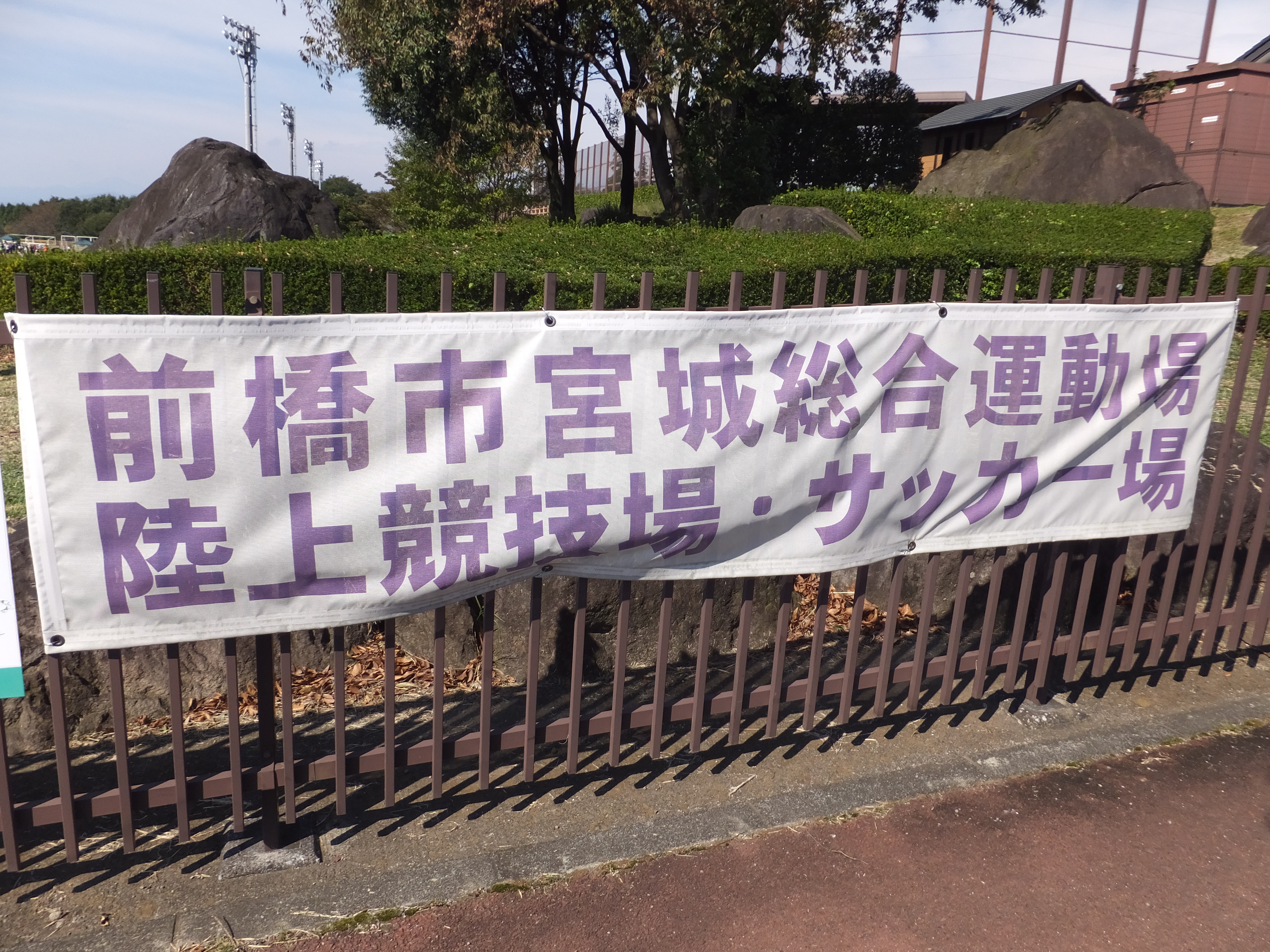
東側の坂を上がった後にある案内旗